# 布兰森 (科罗拉多州)
布兰森（英語：Branson），是美国科罗拉多州拉斯阿尼马斯县下属的一座城市。建市于1921年3月26日，面积大约为0.245平方英里（0.634平方公里）。根据2010年美国人口普查，该市有人口74人。2011年估计该市有人口72人，相比2010年人口增长率为-2.70%。同时，论人口该市是科罗拉多州第261大城市。